# Corruption en Chine
 (avril 2016).

Indice de perception de la corruption, 2010.

La république populaire de Chine souffre d'une très large corruption. En 2008, la Chine était classée 80e sur 176 pays selon l'indice de perception de la corruption 2012 de Transparency International. Sont désignés comme actes de corruption le trafic d'influence, le détournement de fonds, le népotisme ou encore la falsification statistique.
La corruption des cadres dans la Chine d'après 1949 résulte des « évolutions organisationnelles » du parti unique qui touchent les politiques publiques, les normes et institutions, et de l'incapacité du régime à s'adapter à un environnement changeant après la mort de Mao Zedong. Comme les autres économies socialistes, la Chine a vécu une transition profonde vers l'économie de marché entachée par des niveaux de corruption sans précédent, faisant du Parti communiste chinois au pouvoir « l'une des organisations les plus corrompues que le monde ait jamais connue » selon Will Hutton.
Les enquêtes d'opinions réalisées sur le continent depuis la fin des années 1980 ont montré que la corruption est l'une des premières préoccupations de la population. Selon Yan Sun, professeur agrégé en science politique à l'université de New York, c'est la corruption, plus que le manque de démocratie, qui fut la source du ras-le-bol général qui mena aux manifestations de la place Tian'anmen en 1989. La corruption sape la légitimité du PCC, accroit les inégalités économiques, porte atteinte à l'environnement et provoque des troubles sociaux.
Depuis lors, la corruption n'a non seulement pas ralenti du fait de la libéralisation de l'économie, mais elle s'est même amplifiée et répandue dans tout le pays. Selon la vision qu'en a la population, il y a aujourd'hui plus de cadres malhonnêtes au sein du parti au pouvoir qu'il n'y en a d'honnêtes, alors que les enquêtes menées au cours des années 1980 quand commencèrent les réformes montrent le contraire. Le spécialiste de la Chine Minxin Pei affirme que l'échec dans la lutte contre la généralisation de la corruption est sûrement la menace la plus sérieuse qui pèse sur l'avenir de l'économie et de la stabilité politique du pays. La corruption, les pots-de-vin, le vol et le gaspillage des fonds publics coûtent chaque année au minimum l'équivalent de 3 % du PIB.

## Contexte historique

### Chine impériale
La propagation de la corruption dans la Chine traditionnelle est liée au concept de « renzhi », le « gouvernement du peuple », par opposition au légisme, le « gouvernement de la loi ». Le profit (li en mandarin) est une préoccupation populaire qui a été très tôt méprisée, le vrai confucéen étant censé être guidé dans ses actions par le principe moral de justice (le yi). De ce fait, toutes les relations étaient uniquement basées sur la confiance mutuelle et la bienséance. À l'évidence, ce principe n'est pourtant applicable qu'à une minorité de personnes. La célèbre tentative de Wang Anshi d'institutionnaliser les relations monétaires au sein du pays, donc de réduire la corruption, fut considérablement critiquée par l'élite confucéenne. Il en résulta une intensification de la corruption, aussi bien dans les tribunaux avec des personnalités telles que Wei Zhongxian ou Heshen qu'au sein des élites locales, fait très critiqué dans le roman Jin Ping Mei. À l'origine, la corruption serait née sous la dynastie Tang, à la suite de la mise en place des examens impériaux.

### Période républicaine
La large corruption du Kuomintang, le parti nationaliste chinois, est souvent considérée comme la cause de la défaite du KMT face à l'Armée populaire de libération communiste. Alors que l'armée nationaliste était initialement mieux équipée et supérieure en nombre, la corruption qui la rongeait a terni sa popularité, limitant sa base de soutiens et aidant les communistes dans leur propagande de guerre.

### République populaire de Chine
Obtenir des résultats d'enquête de qualité, fiables et standardisés sur la sévérité de la corruption dans la RPC est extrêmement difficile. Cependant, il existe une petite quantité de sources qui peuvent être exploitées, dressant « un portrait qui donne à réfléchir » selon Minxin Pei.
La déviance des cadres et la corruption ont pris de l'importance tant au niveau individuel que de l'appareil de la RPC. Au départ ces pratiques ont beaucoup à voir avec le système danwei une excroissance d'organes de décisions communistes issus de la période de guerre. Les réformes économiques de Deng Xiaoping ont également été critiquées pour avoir fait de la corruption le prix du développement économique. La corruption existait pourtant déjà du temps de Mao Zedong.
L'émergence du secteur privé dans la Chine post-maoïste a poussé les membres du PCC, notamment au sein du gouvernement, à abuser de leurs prérogatives. Les puissants leviers économiques dont dispose l'élite ont propulsé les fils de certains membres du parti à des positions extrêmement profitables. Pour cela, le PCC est surnommé le « parti des petits princes » (taizidang), en référence au caractère familial et népotique de la corruption à certaines périodes de la Chine impériale. S'attaquer à la corruption du Parti communiste était l'un des motifs qui ont mené aux manifestations de la place Tian'anmen.
En 2010, dans un rare élan dû à sa perception de l'impact de la corruption sur la stabilité sociale, Li Jinhua, vice-président de la Conférence consultative politique du peuple chinois et ancien auditeur général de l'Office national d'audit (en), tira la sonnette d'alarme dans le Quotidien du Peuple, appelant à de meilleures structures législatives et une plus grande supervision des transactions financières des officiels du parti et leurs enfants. Il affirma également que l'enrichissement rapide des membres des familles d'officiels était « ce pour quoi le public est le plus mécontent ».
Le caractère incontestable du régime politique chinois crée des opportunités pour les cadres qui peuvent ainsi exploiter et contrôler les éléments les plus prometteurs de la croissance économique, d'autant plus que les contre-pouvoirs effectifs diminuent à mesure que la corruption augmente. La corruption structurelle comme non structurelle ont toujours été très fréquentes en Chine. La corruption non structurelle existe dans le monde entier, et désigne toute activité qui peut clairement être définie comme illégale ou criminelle : détournement de fonds, extorsion ou intimidation par exemple. La corruption structurelle, elle, est le fait de systèmes économique et politiques particuliers, auxquels elle est inhérente. Par exemple l'absence (volontaire) de mention de certains délits et crimes dans la Constitution ou le code civil d'un État est une forme de corruption structurelle. La lutte contre celle-ci devient alors impossible sans modification de la loi.
La faiblesse des institutions d'État a été accusée d'avoir approfondi la corruption durant la période de réformes de la Chine contemporaine. Les intellectuels chinois de la Nouvelle gauche critiquent le gouvernement pour sa « confiance aveugle » dans le marché, ainsi pour l'érosion de son autorité et sa perte de contrôle sur les agences et agents locaux depuis 1992. D'autres voient également des liens étroits entre le déclin institutionnel et la montée de la corruption. La corruption en Chine résulte de l'incapacité du Parti-État à maintenir un corps administratif discipliné et efficace seon Lü Xiaobo, professeur adjoint en science politique au Barnard College. L'État chinois durant la période de réformes a également joué un rôle permissif, notamment depuis que les agences d'État ont régulièrement vu augmenter leur pouvoir sans subir aucune contrainte institutionnelle, leur permettant d'exploiter à leur tour les nouvelles opportunités de la croissance rapide de l'économie et du milieu des affaires afin de faire du profit. Ces faits se produisent autant au niveau départemental et régional qu'au niveau individuel. La corruption est ici partie intégrante du dilemme auquel font face tous les pays socialistes réformés, où l'État est censé jouer un rôle actif dans la création et la régulation des marchés, alors même que sa trop grande présence nuit au bon déroulement de ceux-ci et pèse sur le budget des administrations. Plutôt que de réduire la taille de son énorme complexe administratif, et par là même les opportunités de corruption, la Chine a été tentée de l'étendre au maximum. Les officiels ont alors pu s'appuyer de nouveau sur leur pouvoir réglementaire pour « rechercher des rentes ».
En 2014, Transparency International une ONGI ayant pour principale vocation la lutte contre la corruption des gouvernements et institutions gouvernementales mondiales, considère que les modalités dont les « gens sont poursuivis devrait être plus transparente ». Toujours selon cette ONGI, la Chine doit protéger les dénonciateurs des faits de corruption. En réaction, les autorités chinoises critiquent cette analyse de Transparency International « compte tenu des mesures anticorruption adoptées ».

## Perceptions du public
Les enquêtes d'opinion auprès des officiels du parti et des citoyens chinois ces dernières années placent la corruption au sommet des préoccupations du public. Chaque année des chercheurs de l'École centrale du Parti communiste chinois, qui forme les hauts dirigeants et cadres moyens du régime, questionnent plus de cent officiels à l'école. Entre 1999 et 2004 les sondés ont toujours placé la corruption comme le plus sérieux ou le deuxième plus sérieux des problèmes sociaux. De même, fin 2006 le Centre de Recherche pour le Développement du Conseil d'État a demandé à 4 586 entrepreneurs et managers, dont 87 % travaillaient dans des entreprises du secteur privé, de commenter l'intégrité des officiels locaux. Plus d'un quart l'a qualifiée de « faible », et 12 % de « très faible ».
Dans le secteur commercial, la corruption est courante du fait que de nombreux employés ne sont pas loyaux envers leurs employeurs, se voyant d'abord eux-mêmes comme des « travailleurs indépendants ». Ils se servent uniquement de leur emploi pour avoir de l'argent, autant pour eux-mêmes que pour leur guanxi. L’impératif de maintien de ce cercle social et pécuniaire est vu comme un objectif de premier ordre par de nombreuses personnes impliquées dans la corruption.
Selon Shaun Rein, analyste du marché chinois, alors que les Américains font confiance aux autres jusqu'à ce que ceux-ci prouvent qu'ils ont tort, en Chine c'est l'inverse qui se produit : les Chinois ne se font mutuellement confiance qu'après s'être assurés de la bonne foi de leur partenaire.
La corruption officielle et l'un des facteurs les plus importants de l'animosité de la population envers le régime. Selon Yan Sun, ce vif témoignage d'un citoyen illustre pleinement la manière dont le public voit ce problème : « Si le Parti faisait exécuter chaque officiel accusé de corruption, ça serait un peu exagéré ; mais s'il faisait exécuter tous les autres officiels pour corruption, il ne s'en sortirait pas plus mal ». Dans la Chine contemporaine, la corruption active s'est tellement enracinée dans le système que l'un des secrétaires du parti dans un comité pauvre a reçu de nombreuses menaces de mort pour avoir refusé un pot-de-vin de 600 000 yuans durant son mandat. En 1994 dans une autre région officiellement désignée comme « appauvrie », une délégation de la FAO est venue tenir une conférence sur le développement, mais fut tellement stupéfaite de trouver sur place des rangées de voitures de luxe importées qu'elle demanda aux officiels locaux : « Êtes-vous vraiment pauvres ? ». Une des rares enquête d'opinion sur Internet en 2010 menée par Le Quotidien du Peuple a montré que 91 % des personnes interrogées pensaient que toutes les familles riches en Chine devaient leur fortune à un réseau de contacts politiques.

## Aspects de la corruption
De façon générale, on peut classer la corruption en Chine en trois catégories : la corruption politique, la recherche de rente et la prébende. La corruption politique est la plus commune et concerne les pots-de-vin, l'abus de confiance ou le détournement de fonds publics. La recherche de rente concerne toutes les formes de corruption de personnes ayant un pouvoir monopolistique. Les officiels du secteur public, par l'octroi d'une licence ou d'un monopole à leurs clients, obtiennent des rentes en l'échange de la restriction des marchés au profit de ces seuls clients. Cela s'apparente donc à du copinage. Dans le cas chinois les officiels sont autant à l'origine qu'à la recherche des rentes, créant des opportunités pour des tiers comme pour eux-mêmes, ce qui inclut l'extorsion, des impôts, taxes ou autres charges illicites. La prébende enfin se réfère au fait que des officiels en poste obtiennent des privilèges et avantages indirects du fait de leur statut. Être à la tête d'un office public permet d'obtenir des paiements et rentes pour des activités réelles ou fictives, les organisations concernées devenant alors des « banques de ressources » où les groupes ou individus ont pour but leur seul intérêt personnel. La prébende ne concerne pas forcément des gains monétaires, cela peut également inclure l'usurpation de privilèges officiels, du clientélisme, du népotisme ou du copinage.
La corruption dans la RPC s'est développée selon deux schémas majeurs. Dans le premier, la corruption prend la forme de dépenses publiques légales mais inutiles, et qui sont en fait détournées à des fins privées. Par exemple, on constate un nombre croissant de bâtiments abritant l'administration de gouvernements locaux qui ressemble très fortement à de somptueux hôtels particuliers. De plus de nombreux officiels locaux corrompus ont fait de leur juridiction des États mafieux virtuels, où ils trempent avec des criminels et hommes d'affaires louches dans des activités illégales.
Alors que l'État et ses bureaucrates jouent un rôle majeur dans l'économie en période de réforme, de nouveaux intérêts et concentrations ont émergé, sans que ceux-ci passent par les voies légitimes entre administrateurs et entrepreneurs. L'absence de régulation et de supervision fait que ces rôles ne sont pas clairement démarqués. Lü Xiaobo nomme d'ailleurs une section dans l'un de ses textes « Des apparatchiks aux entrepreneurchiks ». Des entreprises illicites, nommées « guandao » et créées par des réseaux de bureaucrates et entrepreneurs peuvent alors prendre de l'importance, opérant derrière une société écran rattachée à une agence gouvernementale ou directement détenue par l'État.
L'Armée populaire de libération est également devenue un acteur majeur de l'économie chinoise, et participe de ce fait à la corruption à petite comme à grande échelle. La politique fiscale incohérente et la désorganisation du système bancaire chinois, par ailleurs très politisé, crée de grosses opportunités où le favoritisme, les pots-de-vin et le « vol pur et simple » ont tout à fait leur place selon Michael Johnston, professeur de science politique à l'université Colgate.
La corruption a aussi pris la forme d'une collusion entre les officiels du PCC et les gangs mafieux. Souvent protégés par le monde légitime des affaires, dans la mesure où on peut l'appeler « légitime », les gangs ont infiltré les offices publics et travaillent main dans la main avec la police. The Daily Telegraph cite dans son numéro du 17 octobre 2009 une employée d'une entreprise publique disant qu'« en fait, les commissariats de police à Chongqing sont en réalité des centres de prostitution, de jeux d'argent et de racket. Ils détiennent des malfrats de temps en temps, parfois les envoient en prison, mais les ces malfrats eux-mêmes considèrent cela comme partir en vacances. La police et la mafia entretiennent des relations amicales. » Dans certains cas, des innocents ont été tués à la machette et démembré par des gangs au sein même du bâtiment, leur présence étant tolérée par les responsables du régime, selon le Telegraph.
L'explosion du marché immobilier chinois et le revirement du gouvernement concernant les logements sociaux offrent aux officiels l'occasion de siphonner le marché à des fins personnelles. Le Financial Times cite de nombreux scandales publics impliquant des officiels en 2010 : par exemple dans le Huadong, les 3 500 appartements d'un complexe désigné comme social dans la ville de Rizhao (Shandong), ont été vendus à des officiels locaux à des prix de 30 à 50 % inférieurs aux valeurs du marché. Il se dit que dans le xian de Mei, dans le Shaanxi, environ 80 % du premier programme de développement de logements sociaux de la ville, appelé « Beau Paysage Urbain », a été directement destiné aux officiels du parti. À Xinzhou, dans le Shanxi, un nouveau complexe de 1 578 appartements faisant partie de la liste des logements sociaux établies par le gouvernement local, a été presque entièrement réservé aux officiels locaux, qui ont engrangé un profit certain en revendant la majorité des appartements avant même la fin des travaux. Jones Lang LaSalle a affirmé que la transparence concernant la mise en vente de logements abordables faisait grandement défaut.

## Effets
(24 janvier 2017).
Améliorez-le ou discutez des points à vérifier. 
Que les effets de la corruption en Chine soient uniquement positifs ou négatifs est un sujet de débat houleux. La corruption favorise ceux qui ont le plus large réseau de contacts et les moins scrupuleux plutôt que les efficients, et crée également des barrières à l'entrée des marchés pour ceux qui n'ont pas de tels réseaux. Les faveurs sont recherchées pour obtenir des subventions inutiles, des bénéfices de monopole, de la dérégulation plutôt que pour servir aux activités productives. Les pots-de-vin mènent également au gaspillage des ressources investies dans des projets inutiles ou de faible qualité. En outre, puisque les paiements illégaux sont faits habituellement dans le secret, ils sont plus susceptibles d'être reproduits de la même manière, c'est-à-dire acheminés sur des comptes bancaires à l'étranger. De telles fuites de capitaux grèvent la croissance nationale. La corruption centralisée présente les mêmes défauts selon Yan. La recherche de rente par exemple, met à mal la croissance parce qu'elle limite l'innovation. La recherche de rente est également autoentretenue puisqu'elle apparaît de plus en plus attractive, comparée à l'activité productive. Yan affirme que la corruption n'est jamais la meilleure option au sein de politiques publiques honnêtes, et qu'elle altère ou ralentit le développement.
Des officiels locaux, économistes libertariens ou intellectuels néolibéraux minimisent l'impact négatif de la corruption, et les cadres locaux rechignent à faire des efforts anti-corruption pour trois raisons :
- Les tentatives d'éradication de la corruption peuvent mener à la prudence vis-à-vis de nouvelles pratiques
- La corruption pourrait agir comme « lubrifiant » afin de « décoincer » la bureaucratie et ainsi faciliter les échanges commerciaux
- La corruption est un compromis nécessaire et une phase inévitable du processus de réforme et d'ouverture[23]

Des économistes néolibéraux, notamment disciples de Friedrich Hayek, sont sur la même longueur d'onde. Ils affirment que le caractère destructif de la corruption dans le contexte chinois aide au transfert et à la ré-allocation du pouvoir des officiels, et qu'il facilite peut-être même l'émergence d'un « nouveau système » en tant que moteur de réformes.
Néanmoins les effets délétères de la corruption sont répertoriés en détail dans le rapport de Minxin Pei. Le montant d'argent volé constaté au travers des scandales de corruption a augmenté de façon exponentielle depuis la fin des années 1980, et la corruption en Chine est désormais plus concentrée dans les secteurs où l'État joue un rôle important. Cela inclut les projets d'infrastructures, les biens immobiliers, l'octroi de marché et les services financiers. Le manque de processus de compétition au sein de la classe politique augmente les risques de fraudes, vols et pots-de-vin. Pei estime que le coût de la corruption pourrait atteindre jusqu'à 86 millions de dollars par an.
La corruption en Chine porte aussi préjudice aux investissements occidentaux potentiels. Les investisseurs étrangers risquent de subir les handicaps que sont la faible préoccupation vis-à-vis des droits de l'homme ou de l'environnement ou les aléas financiers, ainsi que la concurrence des pratiques illégales dans l'obtention de marchés.
Sur le long terme, la corruption peut avoir des « conséquences explosives », comme l'augmentation des inégalités de revenu tant au sein des villes qu'entre les villes et la province, ainsi que la naissance d'une nouvelle et très visible classe de « millionnaires socialistes » créant le ressentiment de la population.
La population chinoise est parfois victime de la corruption officielle, comme c'est par exemple le cas dans le village de Hewan dans la province du Jiangsu où deux cents voyous ont été engagés pour attaquer les fermiers locaux et les forcer à quitter leurs terres pour que le Parti puisse y construire des usines pétrochimiques. Sun Xiaojun, chef du Parti dans le village, fut plus tard arrêté, après la mort de l'un des fermiers. Les officiels eux-mêmes sont de plus en plus victimes de la corruption officielle quand ils luttent les uns contre les autres par jalousie et/ou haine pour obtenir des promotions : il y a eu des cas où des bureaucrates territoriaux ont employé des tueurs à gage ou attaqués des collègues à l'acide. En août 2009, un ancien directeur de la Direction générale des Communications à Hegang dans le Heilongjiang avait engagé des tueurs à gage pour assassiner son successeur au prétexte que l'ingratitude de ce dernier lui valait la peine de mort.
Un effet relativement nouveau de la corruption est que les Chinois riches ou bien éduqués cherchent de plus en plus à vivre et investir à l'étranger. Un rapport sur la richesse privée de la Chine en 2013 par le Merchant Bank Chine et Bain & Company, tente de quantifier ce phénomène. Ils examinent des individus fortunés, qui ont au moins 1,6 million de dollars en actifs à investir. Selon le sondage, 56 pour cent des répondants de ce groupe ont dit qu'ils envisagent d'émigrer, ou ont déjà migré en provenance de Chine. Un autre 11 pour cent ont déclaré qu'ils ne prévoyaient pas d'émigrer, mais leur enfant envisage ou a déjà terminé le processus d'émigration. Ceci indique qu'essentiellement trois sur cinq riches Chinois cherchent à émigrer.
Un autre grand journal chinois: Jingji Cankao confirme ces résultats. En août 2013, il a mené une enquête de grande envergure à l'échelle nationale en se concentrant sur le « sentiment de sécurité » des entrepreneurs chinois. 45,71 pour cent des répondants ont déjà émigré de la Chine ou étaient en train de le faire. Un problème majeur identifié dans cette enquête était l'anxiété ressentie par les entrepreneurs. 42,86 pour cent des interrogés avait une « forte anxiété », et une autre 35,71 pour cent d'« anxiété modérée ». Seulement 1,43 pour cent des répondants étaient sans anxiété. La source de leur anxiété était un manque de sécurité émanant de : un faible état de droit; l'absence de normes commerciales réglementées, et aussi la pollution et la faible qualité de vie.

## Contre-mesures
Le PCC a tenté de lancer une grande variété de mesures anti-corruption, mettant au point de nombreuses lois et agences. En 2004 le PCC a élaboré une stricte régulation à l'encontre des officiels ayant un poste important dans la finance ou les entreprises. Le Comité Central pour l'Inspection Disciplinaire et le Département d'Organisation Centrale ont rédigé une circulaire conjointe demandant aux comités du Parti, gouvernements et départements concernés de ne pas donner leur approbation à leurs membres désireux d'obtenir des postes dans le privé.
De telles mesures sont cependant inefficaces, du fait de l'insuffisance de mise en application des lois y étant relatives. De plus, du fait que la Commission Centrale d'Inspection Disciplinaire agit dans le secret, la discipline et les punitions prises à l'encontre des officiels apparaissent peu clairs aux yeux des chercheurs. Les chances pour un fonctionnaire corrompu de se retrouver en prison sont inférieures à 3 %, ce qui donne à la corruption de faibles risques comparés aux rendements élevés qu'elle peut procurer. La clémence des punitions est l'une des raisons principales pour lesquelles la corruption est un tel problème en Chine.
Alors que la corruption s'est développée tant dans son champ d'application que dans sa complexité, les politiques anti-corruption, elles, n'ont pas beaucoup évolué. Les campagnes massives dans le plus pur style communiste, avec des slogans anti-corruption, de l'exhortation morale et la mise en avant des personnes peu scrupuleuses sont toujours l'une des clés de la politique du Parti, comme c'était déjà le cas dans les années 1950.
En 2009, selon des rapports internes du Parti, 106 000 officiels ont été rendus coupables de corruption, soit une augmentation de 2,5 % par rapport à l'année précédente. Le nombre d'officiels ayant été condamnés pour avoir détourné plus d'un million de yuans (environ 100 000 euros) a lui augmenté de 19 % en un an. Du fait de l'absence d'observateurs indépendants tels que les ONG ou les médias, la corruption est florissante.
Ces efforts sont occasionnellement ponctués de sévères peines de prison pour les cas majeurs, voire d'exécutions. Mais les règles et valeurs de jugement ainsi que le comportement bureaucratique dans de telles affaires sont très variables, voire contradictoires, et « profondément politisés ». Dans de nombreux pays les mesures anti-corruption incluent systématiquement un système commercial indépendant et la présence d'associations de professionnels, ce qui aide à limiter la corruption en promulguant des codes d'éthique et en imposant des sanctions rapides, ainsi que des groupes d'observation tels que les ONG et les médias libres. En Chine de telles libertés n'existent pas, du fait de la mainmise législative du PCC.
Du coup, alors que les agences chargées de poursuivre en justice les officiels corrompus et les organes disciplinaires du Parti produisent des statistiques impressionnantes relevant des plaintes reçues de la population, très peu de citoyens et observateurs pensent que la corruption est systématique. Il y a aussi des limites au champ d'action des mesures anti-corruption. Par exemple, quand le fils de Hu Jintao fut impliqué dans l'affaire de corruption de Nuctech (en), les portails Internet chinois et les médias contrôlés par le Parti ont reçu pour ordre de ne pas diffuser l'information.
En même temps, les leaders locaux se livrent à un « protectionnisme de corruption » comme le suggère le chef de la Commission d'Inspection Disciplinaire du Parti de la province de Hunan. Les apparatchiks contrecarrent les enquêtes pour corruption visant leurs subalternes, leur permettant d'échapper aux sanctions. Dans certains cas, cela a poussé les hauts fonctionnaires à former des groupes spéciaux d'investigation avec l'approbation du gouvernement central, afin d'éviter la résistance locale et assurer la coopération. Toutefois, étant donné que les structures de direction horizontales et verticales chinoises fonctionnent souvent en contradiction les unes avec les autres, les agences anti-corruption du PCC ont le plus grand mal à enquêter, notamment dans les niveaux hiérarchiques les plus bas. La lutte efficace contre la corruption reste donc hors de portée du Parti.

### Campagne anti-corruption du président Xi
Depuis l'ascension au pouvoir de président Xi Jinping en mars 2013, il semble y avoir eu un changement dans les priorités politiques. Suivant les dictons célèbres de Deng comme référence: l'économie est la priorité absolue; la deuxième priorité est d'établir un État de droit avant la démocratie. De ses annonces et ses actions Xi a changé ses priorités vers la deuxième phase de réformes de Deng Xiaoping, envers le maintien de la stabilité sociale. Comme indiqué plus haut, la corruption est largement considérée par le public comme le plus grand fléau à la légitimité politique du PCC,.
Pourtant, les opinions parmi les analystes si cela représente un réel changement sont divisés. D'une part, les campagnes anti-corruption dans le passé ont été largement une façade pour maintenir le soutien du public pour le PCC et de revenir ensuite « aux affaires comme d'habitude ». En fait, au cours des 4-5 dernières années, les 282 000 personnes ont éte punis dans les campagnes anti-corruption précédents dont les responsables de rang inférieur - les « grands tigres » ont rarement été touchés,.
Néanmoins, la campagne de Xi semble être différente. Deux politiciens puissants tombés au cours des deux dernières années, était un ancien chef de la sécurité Zhou Yongkang (ancien membre du comité permanent du Politburo) et aussi le très puissant Bo Xilai (ancien chef du PCC de province de Chongqing). Tous les deux ont reçu des peines de prison à vie. Ensemble, ils formaient une « clique gauchiste » avec l'objectif de « jouer un grand jeu » (c'est-à-dire inverser les réformes de libre marché et d'ouverture de Deng). Le fait que Xi était prêt à neutraliser deux puissants opposants politiques semble signaler une forte détermination. En outre, le Comité central pour l'inspection disciplinaire est actuellement en fait dirigé par un personnage puissant Wang Qishan. De plus, d'autres mécanismes institutionnels sont mis en place pour faciliter l'émergence d'une nouvelle culture politique. Par exemple, la nouvelle série TV sur la lutte contre la corruption est un nouveau départ créatif et est devenu un succès nationale. En outre, Xi a installé ses alliés dans la plupart des postes clés du PCC. Par conséquent, président Xi et Wang Qishan ont un fort soutien populaire pour leurs réformes, parce que la corruption est la cause profonde de l'inégalité explosive, l'injustice sociale et la montée de l'agitation sociale (500 manifestations violentes par jour). Bien que les mécanismes institutionnels sont en cours de construction pour améliorer la responsabilité et la transparence des représentants du gouvernement et du parti, il reste encore beaucoup à faire pour établir la « primauté du droit » - notamment en termes de création d'un système judiciaire indépendant et impartial.
La chute de Zhou Yongkang, Bo Xilai et quelques autres « grands tigres » (comme Wang Lijun), a ouvert la voie à la primauté du droit, un sujet qui sera discuté lors de la 4e session plénière du 18e Comité du PCC prévue en octobre 2015.
En 2018, la Commission nationale de surveillance est créée et dotée de pouvoir étendus d'enquête et de détention sur toute personne associée à l'État.

### Incitations politiques à la répression
Les affaires retentissantes de lutte contre la corruption en Chine sont souvent le résultat de luttes entre factions pour le pouvoir au sein du PCC, les opposants utilisant la « guerre contre la corruption » comme argument pour évincer leurs rivaux du Parti ou d'entreprises publiques. Il arrive parfois également que l'objectif de la direction centrale du Parti dans la répression de la corruption soit d'envoyer un message aux officiels impliqués dans « des cas de corruption à trop grande échelle » ou faisant trop étalage de leurs avantages. Une autre raison est que le Parti cherche à montrer à une population de plus en plus scandalisée qu'il travaille effectivement à la résolution de ce problème majeur.
Dans de nombreux cas tels que celui-ci, l'origine des mesures anti-corruption est mystérieuse. Quand Chen Liangyu fut évincé, les analystes ont affirmé que c'était du fait qu'il avait perdu une lutte de pouvoir contre certains leaders à Pékin. Chen était secrétaire et membre du très puissant politburo de Shanghai. En 2010 une réédition du Code d'éthique 52 du Parti communiste chinois (en) était publiée.

## Personnalités liées
Personnes impliquées
Les personnalités importantes impliquées dans la corruption en Chine comprennent :Bo Xilai, Lei Zhengfu, Wang Shouxin, Yang Bin, Cheng Langyu, Qiu Xiaohua (chef statisticien du pays, renvoyé et arrêté pour avoir été impliqué dans un scandale lié à un fonds de pension), Zheng Xiaoyu, Lai Changxing, Lan Fu, Xiao Zuoxin, Ye Zheyun, Chen Xitong, Tian Fengshan, Zhu Junyi.
Chercheurs
Les auteurs qui ont écrit sur la corruption en Chine comprennent : Liu Binyan, Robert Chua, Wang Yao, Li Zhi, Lü Gengsong, Xi Jinping, Jiang Weiping.
Lanceurs d'alerte
Le strict contrôle des médias par le gouvernement chinois limite la découverte et la dénonciation de la corruption dans le pays. Néanmoins, il y a eu des cas où des dénonciateurs ont rendu certains actes de corruption publics.

#### Organisations anti-corruption
- Centre de recherche d'anti-corruption et de gouvernance (en), École de politique publique et de management, université Tsinghua, Pékin
- Association internationale des autorités anti-corruption (en) (IAACA) à Pékin
- Campagnes des trois-anti et des cinq-anti (1951/1952)
- Comité central pour l'inspection disciplinaire du Parti communiste chinois
- Ministère de la Supervision de la république populaire de Chine (en)
- Bureau national de la prévention de la corruption (en)
- Commission indépendante contre la corruption (Hong Kong)
- Commission de lutte contre la corruption de Macao
- Shuanggui

#### Affaires
- Révolte de Wukan
- Scandale des pensions de Shangaï (en)
- Allégations de corruption dans la construction d'écoles chinoises (en) à la suite du séisme de 2008 au Sichuan
- Zheng Xiaoyu
- Bo Xilai
- Chen Liangyu
- Chen Xitong

#### Société
- Criminalité en république populaire de Chine (en)
- Guanxi (relations personnelles dans la culture chinoise)
- Peine de mort en Chine
- Prostitution en république populaire de Chine
- Maintien de l'ordre en Chine
- Prison en république populaire de Chine